# Terence Higgins
Terence Langley Higgins, baron Higgins of Worthing (ur. 28 stycznia 1928 w Lambeth w Londynie) – polityk brytyjskiej Partii Konserwatywnej, w młodości lekkoatleta, olimpijczyk z 1952.

## Młodość i wykształcenie
Jest synem Reginalda Higginsa i Rose z d. Langley. W latach 1946–1948 służył w Royal Air Force. Ukończył Gonville and Caius College University of Cambridge uzyskując stopień Bachelor of Arts w 1958 i Master of Arts w 1963. W międzyczasie studiował nauki ekonomiczne na Uniwersytecie Yale.

## Kariera lekkoatletyczna
Specjalizował się w biegu na 400 metrów. Jako reprezentant Anglii zdobył srebrny medal w sztafecie 4 × 440 jardów (która biegła w składzie: Derek Pugh, John Parlett, Leslie Lewis i Higgins), a także odpadł w półfinale biegu na 440 jardów na igrzyskach Imperium Brytyjskiego w 1950 w Auckland.
Startując w barwach Wielkiej Brytanii na igrzyskach olimpijskich w 1952 w Helsinkach Higgins zajął 5. miejsce w sztafecie 4 × 400 metrów (Brytyjczycy biegli w zestawieniu: Lewis, Alan Dick, Higgins i Nick Stacey) oraz odpadł w ćwierćfinale biegu na 400 metrów.
Był wicemistrzem Wielkiej Brytanii (AAA) w biegu na 440 jardów w 1951 oraz brązowym medalistą na tym dystansie w 1949 i 1952.
Rekord życiowy Higginsa w biegu na 400 metrów wynosił 47,8 s (ustanowiony 25 sierpnia 1951 w Belgradzie), a na 440 jardów 48,5 s (11 sierpnia 1951 w Londynie).

## Działalność polityczna
W latach 1959–1964 był ekonomistą w koncernie Unilever.
W 1979 został wybrany do Izby Gmin w okręgu Worthing jako poseł Partii Konserwatywnej. Pełnił tę funkcję do 1997, dziewięciokrotnie wygrywając wybory. Od 1970 do 1972 był ministrem stanu w ministerstwie skarbu, a od 1972 do 1974 finansowym sekretarzem skarbu (Financial Secretary to the Treasury) w rządzie Edwarda Heatha. Od 1979 wchodził w skład Tajnej Rady. 31 grudnia 1992 został mianowany Kawalerem Komandorem Orderu Imperium Brytyjskiego.
28 października 1997 został kreowany parem dożywotnim jako baron Higgins of Worthing i zasiadł w Izbie Lordów. Zrezygnował z członkostwa Izby Lordów 1 stycznia 2019.

## Życie prywatne
Jego żoną od 1961 jest Rosalyn Higgins, profesor prawa międzynarodowego i była prezes Międzynarodowego Trybunału Sprawiedliwości. Mają dwoje dzieci.